# Bonaventura Sanromà i Quer
Bonaventura Sanromà i Quer (Reus, 1864 - 1942) va ser un comerciant i escriptor, nebot de Lluís Quer Cugat, amb qui va escriure diverses obres.
Va estudiar pintura a l'Escola de Belles Arts de Barcelona, va escriure poesia, que publicà a La Ilustració Catalana, al Diari de Reus, a La Veu del Camp, Lo Ventall, Lo Somatent, Reus Artístich, i altres publicacions reusenques; guanyà un premi amb els seus versos al certamen literari de València el 1887, i altres a Banyuls de la Marenda i a Tarragona. Es dedicà al negoci familiar del comerç de vins. Va escriure i estrenar les peces teatrals en un acte Errà'l tiro (publicada a Reus el 1886) i Entre dos fochs, i el monòleg El marit de donya Pona. Les col·laboracions amb el seu oncle Lluís Quer són obres d'ambient rural al gust de l'època, com a L'Hostal de la coixa estrenat l'any 1897 al Teatre Romea, o Vents d'oratge, amb un estudi de personatges barcelonins i de les capes humils de Barcelona. L'historiador de la cultura reusenca Joaquim Santasusagna, referint-se a aquest fet, diu: "És un dels primers, i pocs, casos de col·laboració literària que s'han esdevingut a Catalunya". La mort del seu oncle va estroncar la dedicació literària de Bonaventura Sanromà i es dedicà només al comerç.